# 青の洞窟 (恩納村)
青の洞窟（あおのどうくつ）は沖縄本島の真栄田岬（沖縄県国頭郡恩納村）にある洞窟の通称であり、地元ではダイビングスポットのひとつとなっている。

## 概要
奥行きは約30メートル。地元では「クマヤーガマ」と呼ばれ、かつては台風の時などに漁師が船の避難場所として利用していた。「青の洞窟」と呼ばれている理由は、洞窟の入り口から太陽光が差し込み、透明度の高い海水を通過して海底で反射した光が暗い洞窟内の海水面から抜け、それが海底からライトアップされたような効果となり、入り口付近の海水を青い光で満たす仕組みになっているため、洞窟全体が青く染まることに由来する。朝・昼・夕で洞窟内の青色にも変化が見られる。
洞窟は崖の下にあり、単独での遊泳には危険も伴うため、地形を熟知した地元の人間や近隣のダイビングショップなどに案内を依頼するのが無難である。水中洞窟でありドーム天井になっているため、水面をシュノーケリングしながら中に入ることもできる。洞窟は東シナ海へ繋がっており、クマノミなど、南海の生物を観察できる。